# Amal McCaskill
Amal McCaskill est un joueur américain de basket-ball né le 28 octobre 1973 dans l'Illinois, à Maywood.

## Biographie
McCaskill joue au poste de pivot. Issu de Marquette, il est drafté au deuxième tour de la draft 1996 par le Magic d'Orlando, où il va évoluer dans l'ombre de Shaquille O'Neal, qui rejoint en cours de saison les Lakers de Los Angeles.
McCaskill a la particularité d'être revenu tenter sa chance en NBA après quelques saisons passées dans plusieurs autres championnats. Il refait ainsi son apparition en NBA lors de la saison 2001-2002 avec les Spurs de San Antonio, puis joue pour les Hawks d'Atlanta la saison suivante, toujours avec aussi peu de réussite que lors de sa saison rookie. C'est finalement avec sa dernière équipe NBA, les Philadelphie, où il joue en 2003-2004, qu'il réussit sa meilleure saison.
En 2005, il a joué pour le Club sportif La Sagesse au Liban.
McCaskill est toujours[Quand ?] joueur professionnel, dans le championnat sud-coréen.